# Alexander Cunningham (Historiker)
Alexander Cunningham (* 1654 vermutlich in Ettrick, Grafschaft Selkirkshire (heute Scottish Borders); † Mai 1737 in London) war ein britischer Diplomat, Historiker und Schachspieler. Auf ihn wird das Cunningham-Gambit zurückgeführt. Eine Reihe biografischer Parallelen wurden Grund einer zeitweiligen Verwechslung mit dem Gelehrten und Schachspieler Alexander Cunningham of Block.

## Leben
Alexander Cunningham war der Sohn des Pfarrers von Ettrick, Alexander Cunningham. Er besuchte die Schule in Selkirk und wurde außerdem in den Niederlanden erzogen. 1688 kehrte er im Zuge der Glorious Revolution, welche den Durchbruch zur Parlamentsherrschaft bedeutete, auf die britische Insel zurück. Er begleitete als mitreisender Privatlehrer von 1692 bis 1695 James, nachfolgend Earl of Hyndford, und von 1697 bis 1700 John, Marquis of Lorne, ein Mitglied des einflussreichen schottischen Clans Campbell, und späterer Herzog von Argyll and Greenwich.
Während der Regierungszeiten von Wilhelm III. und Königin Anne arbeitete Cunningham in untergeordneter politischer Stellung für die Partei der Whigs – in dieser Zeit sind Aufenthalte in verschiedenen politischen Zentren, darunter in Paris (1700–1702) und in Hannover (1703), belegt. Seine politischen Missionen vollzogen sich vor dem Hintergrund des Spanischen Erbfolgekrieges, in dessen Geschehen Großbritannien und die anderen europäischen Mächte verwickelt waren. Die Situation änderte sich, als die Whigs 1710 vorübergehend die Macht verloren. Nach dem Regierungswechsel betätigte sich Cunningham neuerlich als Privatlehrer. Als dann 1714 König Georg I. aus dem Haus Hannover an die Regierung gelangte, wurde Cunningham in Anerkennung früherer Verdienste zum britischen Gesandten bei der Republik Venedig ernannt. Damit war der Höhepunkt seiner Laufbahn erreicht.
Mit einer Pension ausgestattet, zog er sich 1720 in den Ruhestand nach London zurück, wo er sich vorwiegend historischen Studien widmete. Alexander Cunningham starb im Londoner Stadtzentrum in Westminster und wurde am 15. Mai 1737 im Altarraum der St. Martin’s Church beigesetzt.

## Historiker
In seinem letzten Lebensabschnitt verfasste Cunningham eine ausführliche Darstellung der jüngeren britischen Geschichte. Die Geschichte von Grossbrittannien (sic) von der Revolution im Jahre 1688 bis zur Thronbesteigung Georgs des Ersten, wie später der Titel der deutschen Ausgabe lautete, konzentrierte sich auf die von Cunningham miterlebte Epoche seit der Glorious Revolution (1688/89) und umfasste die Entwicklung über den Act of Union, die 1707 vollzogene Vereinigung des Königreichs England mit dem Königreich Schottland, bis zum erwähnten Wechsel des Herrscherhauses.
Das Geschichtswerk war als lateinisches Manuskript abgeschlossen. Eine Buchausgabe in der englischen Übersetzung von William Thomson erfolgte erst 1787 und damit Jahrzehnte nach dem Tode Cunninghams. Nur zwei Jahre darauf erschien in Breslau eine (ebenfalls zweibändige) deutsche Ausgabe. Die Darstellung diente fortan als aufschlussreiche Quelle für die politischen Ereignisse des darin behandelten wechselvollen Geschichtsabschnitts.

## „Cunningham the historian“ vs. „Cunningham the critic“
Der englische Übersetzer Thomson hatte in der Einleitung des Geschichtswerkes die Überlegung angestellt, ob es sich bei dem Autor und dem schottischen Gelehrten („the critic“) Alexander Cunningham of Block (1650/60–1730) um ein und dieselbe Person handele. Zu merkwürdig erschienen tatsächlich die biografischen Parallelen. Beide waren unmittelbare Zeitgenossen, die Söhne schottischer Pfarrer, teilweise in den Niederlanden erzogen, Privatlehrer schottischer (den Whigs nahestehender) Adeliger, klassische Gelehrte und zudem als Schachspieler bekannt.
Die anhaltende Verwirrung um die Identität beider Personen wurde erst aufgelöst, als unabhängig voneinander in einem 1804 erschienenen Artikel im Scots Magazine sowie in einer Untersuchung, die 1818 im Gentleman’s Magazine erschien, die unterschiedlichen Lebensdaten dokumentiert wurden. Dies fand jedoch so wenig Aufmerksamkeit, dass der Irrtum noch weitere Jahrzehnte lang in der Literatur fortdauerte.

## Schachspieler
|   | a | b | c | d | e | f | g | h |   |
| 8 |   |   |   |   |   |   |   |   | 8 |
| 7 |   |   |   |   |   |   |   |   | 7 |
| 6 |   |   |   |   |   |   |   |   | 6 |
| 5 |   |   |   |   |   |   |   |   | 5 |
| 4 |   |   |   |   |   |   |   |   | 4 |
| 3 |   |   |   |   |   |   |   |   | 3 |
| 2 |   |   |   |   |   |   |   |   | 2 |
| 1 |   |   |   |   |   |   |   |   | 1 |
|   | a | b | c | d | e | f | g | h |   |

Cunninghams „Gambit der drei Bauern“
Der Historiker Cunningham war ein bekannter Schachspieler, stand aber offensichtlich an Spielstärke gegenüber dem namensgleichen Gelehrten und berühmten Schachspieler, den Schachfreunde aus ganz Europa besuchten, zurück. Es erschien somit als natürlich, dass Fachleute wie Tassilo von Heydebrand und der Lasa annehmen mussten, Cunningham of Block wäre der Namensgeber des Cunningham-Gambits.
Anfänglich war das „Gambit der drei Bauern“ gemeint, das inzwischen eine Untervariante des Cunningham-Gambits bildet. Das Dreibauerngambit bestimmen die Züge: 1. e2–e4 e7–e5 2. f2–f4 e5xf4 3. Sg1–f3 Lf8–e7 4. Lf1–c4 Le7–h4+ 5. g2–g3 f4xg3 6. 0–0 g3xh2+ 7. Kg1–h1. Es wurde erstmals in einem Manuskript von Caze 1706 erwähnt, danach in dem 1735 erschienenen Schachbuch von Joseph Bertin. Wen Philipp Stamma und Philidor, die dem Gambit ebenfalls den Namen seines „Erfinders“ gaben, genau meinten, ist letztlich unklar.
Der Historiker Cunningham hielt sich nachweislich vor 1710 in Den Haag auf, wo er mit dem Earl of Sunderland Schach spielte. An diesen war das erwähnte Manuskript von 1706 gerichtet. Für den Schachhistoriker H. J. R. Murray stand fest, dass sich der Historiker um die Popularisierung des Gambits bemühte. Es scheint heute die überwiegende Auffassung in der Schachliteratur zu sein, ihn als den (ursprünglichen) Namensgeber zu betrachten. Wenn man berücksichtigt, dass Cunningham of Block in dem Zeitraum von 1710 bis 1730 als herausragender europäischer Schachspieler galt, bleiben jedoch Zweifel, inwieweit dies die Verbreitung des Gambits beeinflusste.

## Werkausgaben
- Thomas Hollingbery (Hrsg.): The History of Great Britain: From the Revolution in 1688 to the Accession of George the First. Translated from the Latin manuscript of Alexander Cunningham Esq, Minister from George I to the Republic of Venice, 2 Bände, London 1788.
- Thomas Hollingbery (Hrsg.): Geschichte von Grossbrittannien von der Revolution im Jahre 1688 bis zur Thronbesteigung Georgs des Ersten. Aus dem Englischen übersetzt nach der Lateinischen Handschrift Alexander Cunningham’s, Esq. Ministers Georgs I. bey der Republik Venedig von William Thomson, d. R. D. nebst dessen Einleitung von den Lebensumständen und Schriften des Verfassers, 2 Bände, Breslau 1789.